# بزنگان
بزنگان(bazangan)، مرکز دهستان گل‌بی‌بی و روستایی از توابع بخش مرزداران شهرستان سرخس، استان خراسان رضوی است. و در فاصله ۱۰۰ کیلومتری شهر سرخس قرار دارد.

## جمعیت
بر اساس سرشماری سال ۱۳۸۵ جمعیت آن ۳۶۹۷ نفر (۹۱۵ خانوار)است. .

## موقعیت
این روستا در ۹۰ کیلومتری جنوب شرقی سرخس و در دامنه شمالی رشته کوه بزنگان و ۲ کیلومتری غرب راه مزداوند به چهچه قرار دارد.
این روستا از توابع شهرستان سرخس است و در ۱۲۸ کیلومتری شرق مشهد در یک منطقه دشتی واقع شده‌است . کوه بزنگان در ۴ کیلومتری جنوب کوه قره داغ و در ۶ کیلومتری غرب و جنوب غربی روستا قرار گرفته‌است . آب و هوای آن معتدل خشک است در این روستا قلعه تاریخی بزنگان واقع شده‌ است که نشان از قدمت دیرینه روستا دارد.
اولین ساکنین بزنگان طایفه موری‌ها  (mouri) بوده‌اند.
ریشه فامیل مروی مربوط به زادگاه اصلیشان شهر مرو است، که اکنون جزو کشور ترکمنستان می‌باشد.این شهر زمانی در قلمرو و جزو خاک ایران بود که در زمان حکومت قاجار از کشور ایران جدا گردیده است.

## آب و هوا
آب و هوای بزنگان معتدل و خشک است.
ارتفاع آن از سطح دریا ۱۰۲۰ متر و آب و هوای آن معتدل و کوهستانی است.
در این روستا قلعه تاریخی بزنگان واقع شده‌ است که نشان از قدمت دیرینه ان دارد.

نمایی از رشته کوه بزنگان

## آثار تاریخی
- قلعه بزنگان
- دریاچه بزنگان
- غار بزنگان